# Maršov u Úpice
Maršov u Úpice, bis 1949 Maršov (deutsch Marschau) ist eine Gemeinde in Tschechien. Sie liegt fünf Kilometer südwestlich von Úpice und gehört zum Okres Trutnov.

## Geographie

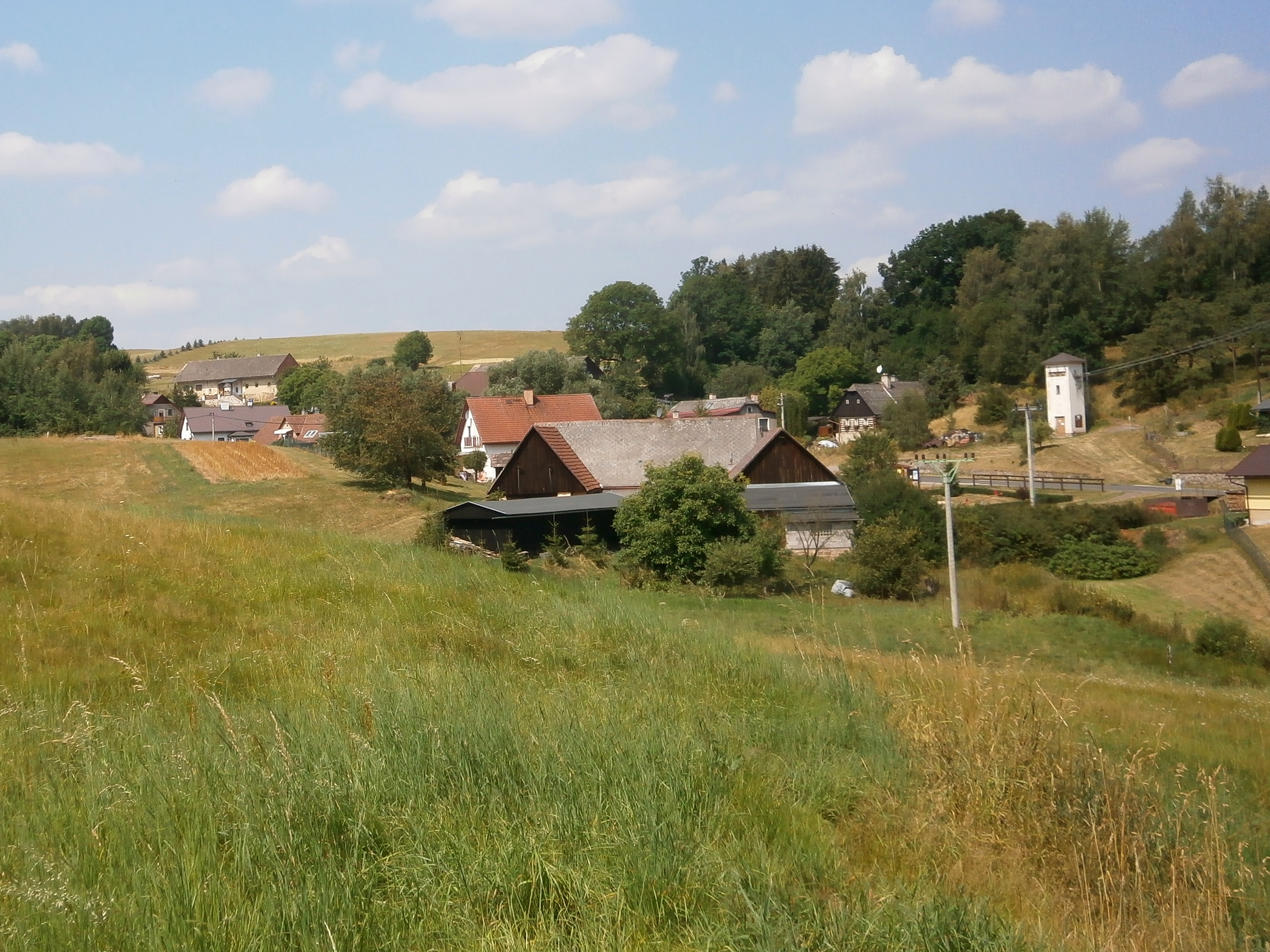
Maršov u Úpice

Maršov u Úpice erstreckt sich nordöstlich des Königreichwaldes im Quellgrund des Baches Maršovka im Vorland des Riesengebirges. Nördlich erhebt sich der Studenec (508 m), im Süden die Smiřická stráň (569 m), südwestlich die Kopná (582 m) und im Westen die Liščí hora (609 m).
Nachbarorte sind Radeč im Norden, Podrač, Svobodné und Úpice im Nordosten, Kobylinec, Havlovice und Libňatov im Osten, Končiny, Mečov und Křižanov im Südosten, Posadov, Pustiny, Mezilečí und Proruby im Süden, Komárov, Nesytá, Na Kamenici und U Liščí hory im Südwesten, Pustiny, Mravenčí Domky, Kyje und Hajnice im Westen sowie Střítež und Studenec im Nordwesten.

## Geschichte
Das Dorf entstand wahrscheinlich im 13. Jahrhundert im Zuge der Kolonisation des Königreichwaldes und wurde nach Deutschem Recht als Waldhufendorf angelegt. Benannt wurde das Dorf nach dem Personennamen Marek bzw. Mareš. Der älteste Teil des Dorfes ist die rechtsseitig der Maršovka befindliche Smirschitzer Seite. Es wird angenommen, dass das privilegierte Erbgericht bzw. Freigericht (Haus Nr. 37) bereits in der Gründungszeit eingerichtet worden ist. Ursprünglich gehörte das Dorf zu den Gütern der Wiesenburg. Nach deren Untergang und dem Ausverkauf der Wiesenburger Güter wurde Maršov zu Beginn des 16. Jahrhunderts geteilt. Der nördliche Teil kam dabei zur Herrschaft Náchod und war nach Úpice untertänig. Der südliche Teil des Dorfes wurde abgetrennt und an die Herrschaft Smiřice angeschlossen; er unterstand fortan der Niederen Gerichtsbarkeit von Mezilečí. Die Herrschaft Nachod veräußerte 1555 die auf ihrem Anteil liegenden Wüstungen Náměrek, Na Pustinách und Hájek. Im Jahre 1628 bestand das Dorf aus zwölf Bauerngütern und acht Chaluppen; insgesamt hatte der Ort 102 Einwohner. 1735 erfolgte eine Grenzberainung zwischen dem Náchodér und Smiřicer Anteil. Im Jahre 1834 erreichte Maršov mit 419 Einwohnern und 70 Häusern die höchste Wohnbesiedlung seiner Geschichte.
Bis zur Aufhebung der Patrimonialherrschaften blieb Maršov immer zwischen den Herrschaften Náchod und Smiřice geteilt. Beide Anteile wurden zu einer Gemeinde Maršov / Marschau vereint, die ab 1850 zur Bezirkshauptmannschaft Neustadt an der Mettau gehörte. 1883 fasste die Gemeinde den Beschluss zur Errichtung eines eigenen Schulhauses. Der 4500 Gulden teure Bau wurde 1883 eingeweiht; unterrichtet wurden 32 Schüler. 1887 wurde die Gemeinde dem Bezirk Trautenau zugeordnet. Nach dem Münchner Abkommen verblieb das überwiegend tschechischsprachige Dorf bei der Tschechoslowakei und wurde dem Okres Náchod zugeschlagen. Nach Kriegsende kam die Gemeinde zum Okres Trutnov zurück. Die Schule wurde 1949 geschlossen. Zwischen 1957 und 1965 wurde der Schulunterricht in Maršov wieder aufgenommen.

## Gemeindegliederung
Für die Gemeinde Maršov u Úpice sind keine Ortsteile ausgewiesen. Zu Maršov u Úpice gehört die Ansiedlung Pustiny.

## Sehenswürdigkeiten
- Wuchtiger hölzerner Glockenturm mit Zwiebelaufsatz, erbaut 1735
- Gezimmerte Chaluppen in Volksbauweise